# 91 Pułk Piechoty (Cesarstwo Niemieckie)

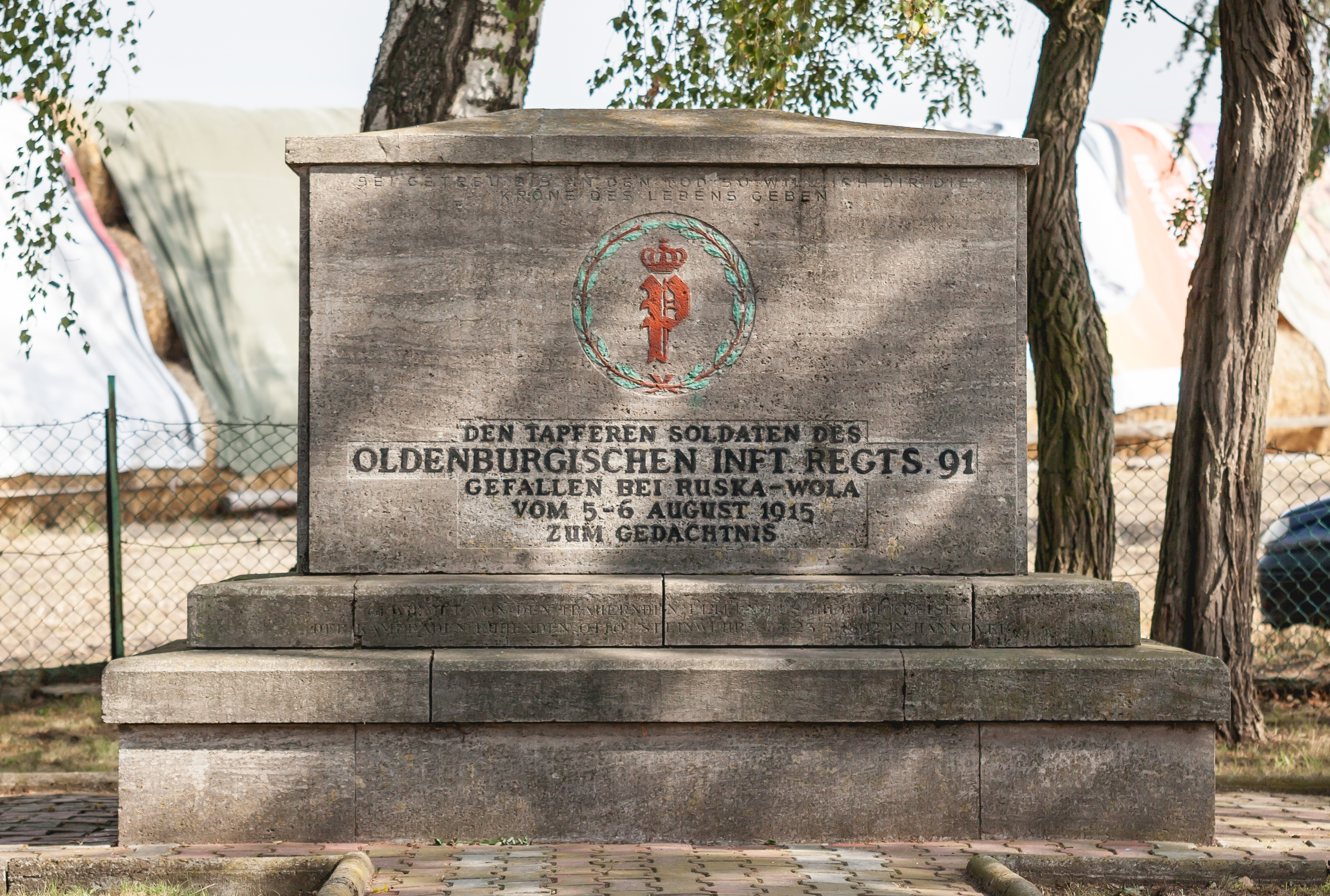
Pomnik na cmentarzu wojennym żołnierzy niemieckich 91 Oldenburskiego pułku piechoty, którzy zginęli pod Nową Wolą w 1915

91 Oldenburski Pułk Piechoty - (niem. Oldenburgisches Infanterie-Regiment Nr. 91) pułk piechoty niemieckiej okresu Cesarstwa Niemieckiego.

## Historia
Został sformowany 5 grudnia 1813  i stacjonował w Oldenburgu. Wiosną 1914 był w strukturze 19 Dywizji Piechoty.
W wyniku mobilizacji, w sierpniu 1914 pułk osiągnął gotowość bojową i w składzie 37 Brygady Piechoty został wysłany na front zachodni.
Na stopie wojennej pułk liczył początkowo 3287 żołnierzy i dysponował 53-osobowym sztabem. Jego trzon stanowiły trzy bataliony piechoty liczące etatowo po 1079 żołnierzy. Te dzieliły się na cztery trzyplutonowe kompanie. Ponadto pułk posiadał organiczną kompanię karabinów maszynowych. W kolejnych latach w armii cesarskiej następowała restrukturyzacje wojsk. Wprowadzono nowy model „dywizji wz. 1915”. Zgodnie z jej etatem, pozostawiono w pułku 97-osobową kompanię karabinów maszynowych z 15 kaemami, ale liczebność batalionu piechoty zmniejszono do 650 żołnierzy. Słabszym liczebnie batalionom dodano jednak kompanię karabinów maszynowych, a w 1917 pluton granatników i pluton moździerzy.

## Schemat organizacyjny
- X Korpus Armii Niemieckiej, Hanower
  - 19 Dywizja Piechoty - (19. Infanterie-Division), Hanower
    - 37 Brygada Piechoty - (37. Infanterie-Brigade), Oldenburg
      - 91 Oldenburski Pułk Piechoty - (Oldenburgisches Infanterie-Regiment Nr. 91) w Oldenburgu